# Aligot de Swainson
L'aligot de Swainson (Buteo swainsoni) és una espècie d'ocell de la família dels accipítrids (Accipitridae). A l'estiu habita en regions Del Canadà, Estats Units, Mèxic i Amèrica Central. Al hivern habita al sud del Brasil, Uruguai, Xile i l'Argentina. El seu estat de conservació es considera de risc mínim.